# Adolf Brudes
Adolf Brudes va ser un pilot de curses automobilístiques alemany que va arribar a disputar curses de Fórmula 1.
Adolf Brudes va néixer el 15 d'octubre del 1899 a Kotulin (ara Breslau), Alemanya i va morir el 5 de novembre del 1986 a Bremen, Alemanya.

## A la F1
Va debutar a la tercera temporada de la història del campionat del món de la Fórmula 1, la corresponent a l'any 1952, disputant el 3 d'agost el GP d'Alemanya, que era la sisena prova del campionat.
Adolf Brudes no va arribar a participar en cap més cursa puntuable pel campionat de la F1, però fora de la F1 si que va disputar nombroses curses importants.

## Resultats a la Fórmula 1
| 1952 | Adolf Brudes | Veritas | BMW | SUI \| 500 \| BEL \| FRA \| GBR \| bgcolor="#EFCFFF"\| ALE Ret | HOL \| ITA ! - | 0 |

### Resum
| Curses: | Victòries: | Pòdiums: | Poles: | Voltes ràpides: | Punts: |
| ------- | ---------- | -------- | ------ | --------------- | ------ |
| 1       | 0          | 0        | 0      | 0               | 0      |